# Bagan Serai
Bagan Serai is een plaats in de Maleisische deelstaat Perak.
Bagan Serai telt 8300 inwoners.